# Metoda fosforanowa
Metoda fosforanowa (fosfatowa) – metoda archeologiczna służąca do lokalizacji i określenia zasięgu osiedla oraz strefy wykorzystywanej wokół niego. Metoda ta opiera się na analizach zawartości fosforu w pobranych z gleby próbkach. Zawartość fosforu w glebie ma związek z istnieniem na badanym obszarze osadnictwa w przeszłości. Ludzie zamieszkując dany obszar, zmieniają stale jego skład chemiczny. Do gleby dostarczane są pierwiastki. Najwięcej do gleby przedostaje się węgla, azotu i fosforu. Pierwiastki te mają swoje źródło we wszelakich odpadkach i odchodach produkowanych przez ludzi i zwierzęta. Na uwagę zasługuje fakt iż ilość azotu i węgla w glebie stale zmniejsza się w czasie, natomiast fosfor zachowuje się przez tysiące lat.
Próbki są pobierane w wielu miejscach z głębokości ok. 10-20cm w określonych odstępach. Analiza próbek może być przeprowadzona na miejscu, przy pomocy odczynników barwiących. Intensywność zabarwienia jest proporcjonalna do ilości fosforu. Do przeprowadzenia jednej analizy wymagane jest ok. 1g ziemi.
Użycie metody fosforanowej pomaga określić funkcję poszczególnych pomieszczeń lub rejonów stanowiska archeologicznego. Warstwa podpowierzchniowa przebadana tą metodą może podpowiedzieć o istnieniu leżących głębiej pozostałości archeologicznych. Należy także pamiętać, że wyniki mogą być zakłócone przez współczesne nawozy, a ilość fosforu np. u podnóża wzniesień jest większa.